# مايكل إيلي
مايكل براون (بالإنجليزية: Michael Ealy)‏ (ولد في 3 أغسطس 1973) يعرف فنياً باسم مايكل إيلي، ممثل أمريكي وهو معروف بأدواره في باربرشوب (2002)، تو فاست تو فوريوس (2003)، تاكيرس (2010)، فكر مثل رجل  (2012)، عن آخر ليلة (2014)، فكر مثل رجل أيضا (2014)، فيلم
الرجل المثالي (2015).

## روابط خارجية
- مايكل إيلي على موقع IMDb (الإنجليزية)
- مايكل إيلي على موقع روتن توميتوز (الإنجليزية)
- مايكل إيلي على موقع ألو سيني (الفرنسية)
- مايكل إيلي على موقع ميوزك برينز (الإنجليزية)
- مايكل إيلي على موقع أول موفي (الإنجليزية)
- مايكل إيلي على موقع بوكس أوفيس موجو (الإنجليزية)
- مايكل إيلي على موقع قاعدة بيانات برودواي على الإنترنت (الإنجليزية)
- مايكل إيلي على موقع قاعدة بيانات الأفلام السويدية (السويدية)
- مايكل إيلي على موقع إن إن دي بي (الإنجليزية)
- مايكل إيلي على موقع قاعدة بيانات الفيلم (الإنجليزية)